# Kenny Hickey

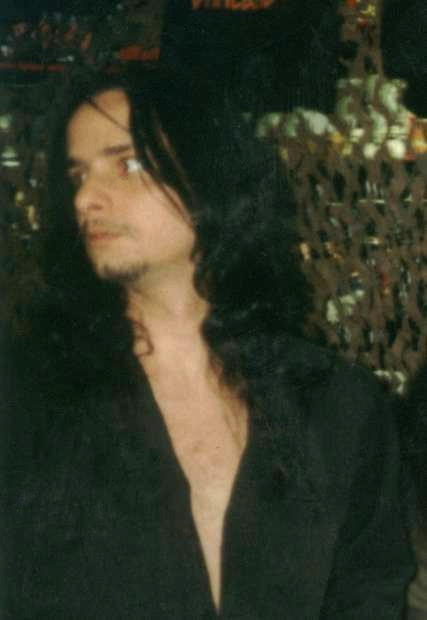
Kenny Hickey v devadesátých letech

Kenneth Shaun Hickey (* 22. května 1966, New York, Spojené státy americké) je americký kytarista, bývalý člen gothic metalové skupiny Type O Negative.